# Sauzet (Drôme)
Pour les articles homonymes, voir Sauzet.
Sauzet est une commune française du département de la Drôme, en région Auvergne-Rhône-Alpes.

## Géographie

### Localisation

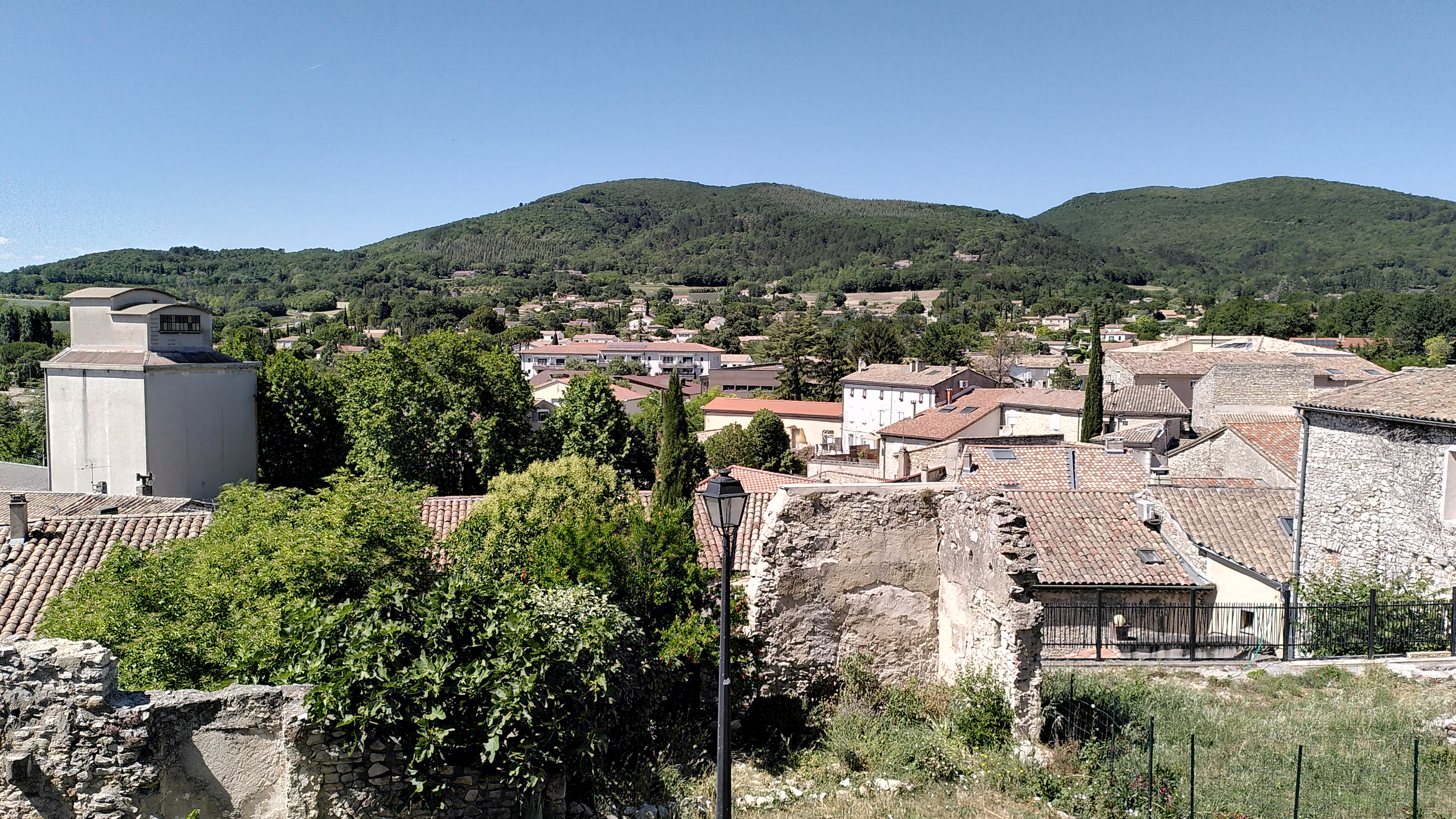
Vue de Sauzet depuis la Place.

Sauzet est un bourg de la Drôme provençale jouxtant par le nord-est  Montélimar et situé à 40 km au sud de Valence.
Il se trouve dans l'aire d'attraction de Montélimar, ainsi que dans son unité urbaine, dans sa zone d'emploi et son bassin de vie.

### Communes limitrophes
Les communes limitrophes sont La Bâtie-Rolland, Bonlieu-sur-Roubion, Condillac, La Laupie, Montboucher-sur-Jabron, Montélimar, Saint-Marcel-lès-Sauzet et Savasse.

### Relief et géologie
La superficie de la commune est de 19,19 km2 ; son altitude varie de 92  à   430 mètres.
Les deux tiers de la commune constituent une plaine. Au nord du village, la colline des « Grands Abris » culmine à 431 m.

### Hydrographie

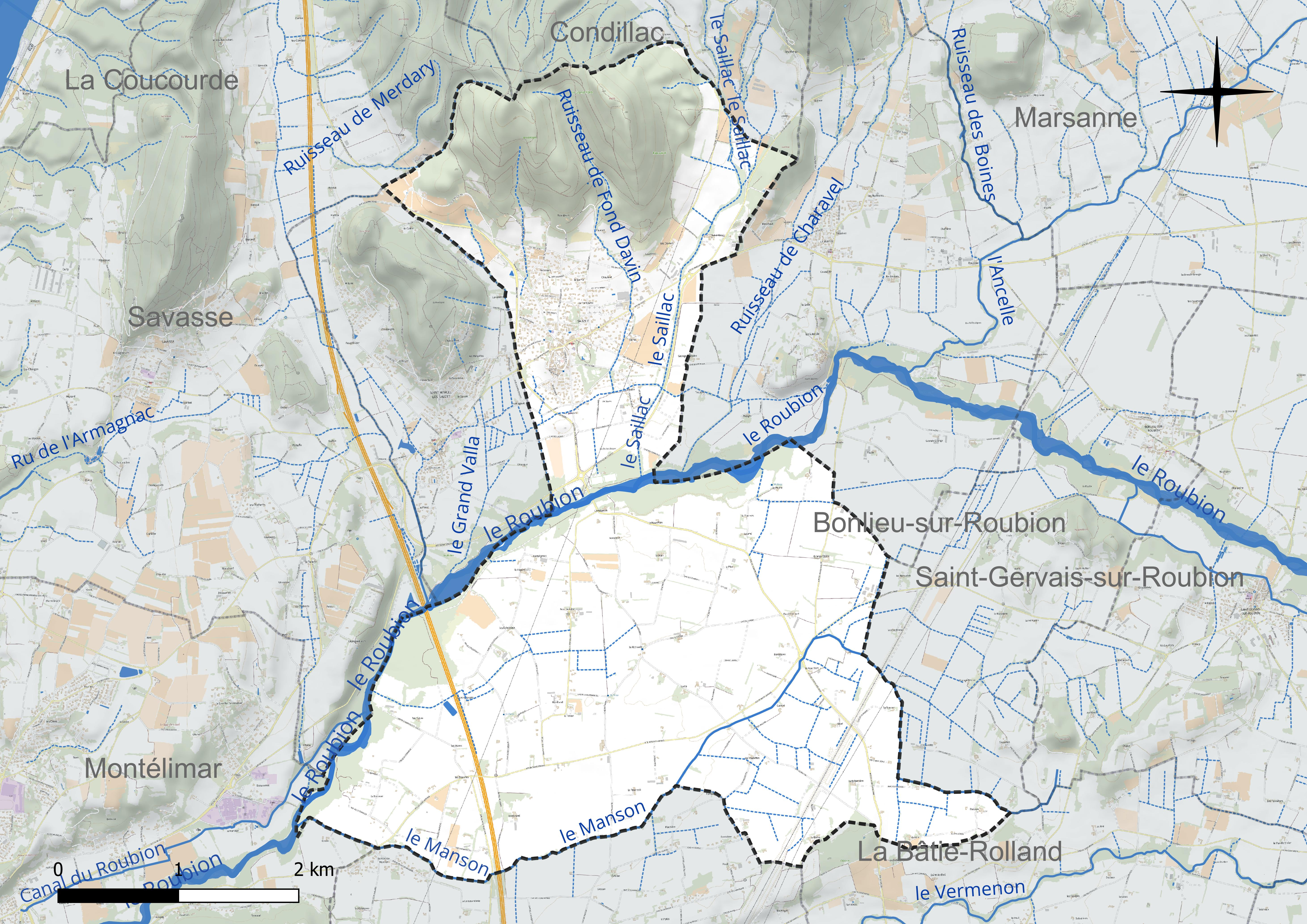
Carte hydrographique de la commune.

La commune est drainée par deux rivières, dans le sens est-ouest, le Roubion et l'un de ses affluents, le Manson.
Le Roubion est lui-même un affluent en rive gauche du fleuve le Rhône

### Climat
Pour des articles plus généraux, voir Climat d'Auvergne-Rhône-Alpes et Climat de la Drôme.
En 2010, le climat de la commune est de type climat méditerranéen franc, selon une étude du Centre national de la recherche scientifique s'appuyant sur une série de données couvrant la période 1971-2000. En 2020, Météo-France publie une typologie des climats de la France métropolitaine dans laquelle la commune est exposée à un climat méditerranéen et est dans la région climatique Provence, Languedoc-Roussillon, caractérisée par une pluviométrie faible en été, un très bon ensoleillement (2 600 h/an), un été chaud (21,5 °C), un air très sec en été, sec en toutes saisons, des vents forts (fréquence de 40 à 50 % de vents > 5 m/s) et peu de brouillards.
Pour la période 1971-2000, la température annuelle moyenne est de 13,1 °C, avec une amplitude thermique annuelle de 17,8 °C. Le cumul annuel moyen de précipitations est de 899 mm, avec 7 jours de précipitations en janvier et 4 jours en juillet. Pour la période 1991-2020, la température moyenne annuelle observée sur la station météorologique de Météo-France la plus proche, « Montboucher-S-Jabron », sur la commune de Montboucher-sur-Jabron à 5 km à vol d'oiseau, est de 13,6 °C et le cumul annuel moyen de précipitations est de 915,0 mm,. Pour l'avenir, les paramètres climatiques de la commune estimés pour 2050 selon différents scénarios d'émission de gaz à effet de serre sont consultables sur un site dédié publié par Météo-France en novembre 2022.

### Voies de communications et transports
Le village est accessible par plusieurs routes :
- au sud, la RD 126 depuis La Bâtie-Rolland,
- à l'ouest, la RD6 depuis Montélimar, via Saint-Marcel-lès-Sauzet, ou Cléon-d'Andran à l'est,
- au nord-ouest, la RD 74, depuis La Coucourde au nord-ouest,
- la RD 606, depuis Condillac.

Le plus proche péage de l'autoroute A7 est la  17 - Montélimar nord.
Des bus desservent la commune, en direction de Montélimar, et Puy-Saint-Martin.

## Urbanisme

### Typologie
Au 1er janvier 2024, Sauzet est catégorisée bourg rural, selon la nouvelle grille communale de densité à 7 niveaux définie par l'Insee en 2022.
Elle appartient à l'unité urbaine de Montélimar, une agglomération inter-départementale dont elle est une commune de la banlieue,. Par ailleurs la commune fait partie de l'aire d'attraction de Montélimar, dont elle est une commune de la couronne,. Cette aire, qui regroupe 45 communes, est catégorisée dans les aires de 50 000 à moins de 200 000 habitants,.

### Occupation des sols

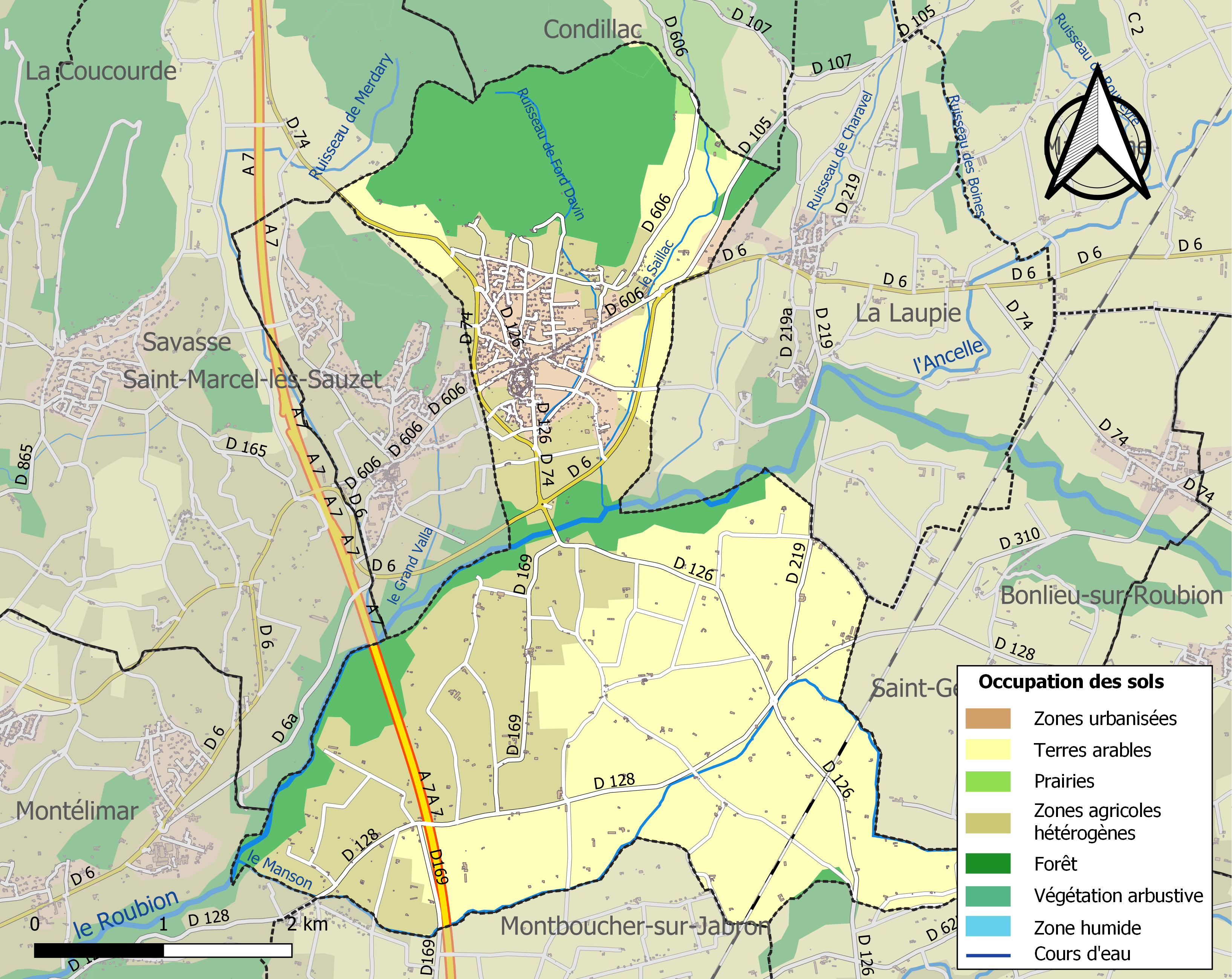
Carte des infrastructures et de l'occupation des sols de la commune en 2018 (CLC).

L'occupation des sols de la commune, telle qu'elle ressort de la base de données européenne d’occupation biophysique des sols Corine Land Cover (CLC), est marquée par l'importance des territoires agricoles (72,8 % en 2018), en diminution par rapport à 1990 (73,8 %). La répartition détaillée en 2018 est la suivante : 
terres arables (45,9 %), zones agricoles hétérogènes (26,5 %), forêts (20,9 %), zones urbanisées (6,3 %), prairies (0,5 %). L'évolution de l’occupation des sols de la commune et de ses infrastructures peut être observée sur les différentes représentations cartographiques du territoire : la carte de Cassini (XVIIIe siècle), la carte d'état-major (1820-1866) et les cartes ou photos aériennes de l'IGN pour la période actuelle (1950 à aujourd'hui).

### Morphologie urbaine
Le « vieux village » d’origine médiévale, construit sur une butte calcaire et protégé par une double enceinte : le rempart extérieur qui protégeait le bourg et l'enceinte du château au sommet de la butte. Le vieux village est un dédale de ruelles débouchant sur la Courtine, une place située en haut de la commune.

### Habitat et logement
En 2021, le nombre total de logements dans la commune était de 1 018, alors qu'il était de 945 en 2016 et de 874 en 2011.
Parmi ces logements, 86,5 % étaient des résidences principales, 5,6 % des résidences secondaires et 7,8 % des logements vacants. Ces logements étaient pour 81,5 % d'entre eux des maisons individuelles et pour 18,2 % des appartements.
Le tableau ci-dessous présente la typologie des logements à Sauzet en 2021 en comparaison avec celle du Drôme et de la France entière. Une caractéristique marquante du parc de logements est ainsi la faible proportion des résidences secondaires et logements occasionnels (5,6 %) par rapport au département (8 %) et à la France entière (9,7 %).
| Typologie                                               | Sauzet | Drôme | France entière |
| ------------------------------------------------------- | ------ | ----- | -------------- |
| Résidences principales (en %)                           | 86,5   | 83,6  | 82,2           |
| Résidences secondaires et logements occasionnels (en %) | 5,6    | 8     | 9,7            |
| Logements vacants (en %)                                | 7,8    | 8,4   | 8,1            |

## Toponymie

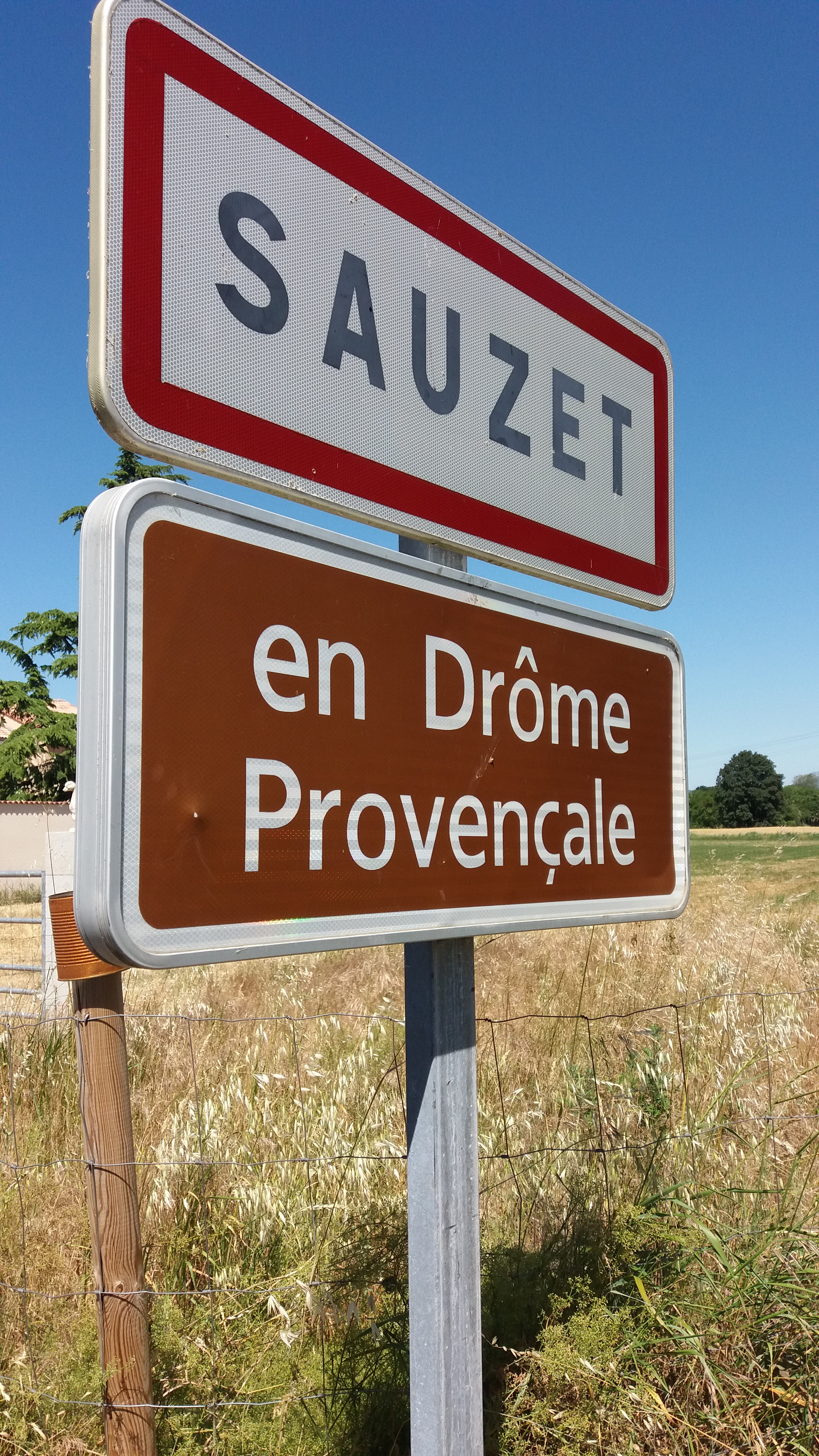

Selon le Dictionnaire topographique du département de la Drôme, la localité est attestée sous les dénominations :
- 1173 : de Salicetto (archives de la Drôme, E 6154).
- 1187 : Sauze, Sauzei et Sauciacum (cartulaire de Die, 47 et  48).
- 1281 : oppidum quod dicitur Sauzet (Gall. christ., XVI, 210).
- 1291 : castrum de Sauceto (Valbonnais, II, 59).
- 1323 : Sagetum (Défin. de Cluny).
- 1332 : castrum de Soseto (Gall. christ., XVI, 129).
- 1336 : feudum de Sauzas seu de Sauzie (Gall. christ., XVI, 43).
- 1391 : Soze (choix de docum., 213).
- 1421 : Sozet (Duchesne, Comtes de Valentinois, 6).
- XVe siècle : mention de la paroisse : cura Saulzeti (pouillé de Valence).
- 1509 : mention de l'église paroissiale Saint-Lambert : ecclesia parrochialis Sancti Lamberti de Sauzeto (visites épiscopales).
- 1635 : Saulzet (archives de la Drôme, E 3408).

La commune, instituée par la Révolution française, porte en 1793 le nom de Lauzet, avant de prendre en 1801 sa dénomination actuelle de Sauzet.
Le toponyme viendrait du latin salix (saule)[réf. nécessaire].
Le nom provençal de la commune est Sauzè[réf. nécessaire].

## Histoire

### Antiquité
Des vestiges gallo-romains ont été découverts sur le territoire de la commune.

### Moyen Âge
Les plus anciennes traces à Sauzet sont liées à la construction du château en 985, puis celle de l'église en 1100.
Au point de vue féodal, la terre ou seigneurie était du fief des Adhémar. Elle comprenait les deux communautés de Sauzet et de Saint-Marcel-de-Sauzet. Possession initiale des Artaud d'Aix, elle est vendue aux comtes de Valentinois en 1296, qui donnent en 1338 une charte de libertés municipales aux habitants.
En 1419 : les comtes de Valentinois lèguent leurs États à la France. Sauzet devient une terre domaniale.
Entre 1449 et 1454, le roi Louis XI fait plusieurs séjours dans ce château. Il y signe plusieurs actes.
De 1456 à 1461, ont lieu des événements tragiques : pestes, famines et inondations du Roubion.
En 1461, le premier relais de poste est créé.

### Temps modernes
Après 1641 (26 juin 1656), Sauzet est comprise dans le duché de Valentinois créé en 1641 pour les Grimaldi, [princes] de Monaco, derniers seigneurs.
À la suite des guerres de Religion, le cardinal de Richelieu ordonne la destruction du château.
Avant 1790, Sauzet était une communauté de l'élection, subdélégation et sénéchaussée de Montélimar.
Elle formait depuis 1475 une paroisse du diocèse de Valence dont l'église était dédié à saint Lambert et dont les dîmes appartenaient au prieur de Saint-Marcel-de-Sauzet qui présentait à la cure.

### Révolution française et Empire
En 1790, Sauzet devient le chef-lieu d'un canton du district de Montélimar, comprenant les municipalités d'Anconne, Bonlieu, Condillac, Lachamp, la Laupie, Montboucher, Puygiron, Saint-Genis, Saint-Marcel-de-Sauzet, Sauzet et Savasse. La réorganisation de l'an VIII (1799-1800) en fait une simple commune du canton de Marsanne.

## Politique et administration

### Rattachements administratifs et électoraux

#### Rattachements administratifs
La commune se trouvait depuis 1926 dans l'arrondissement de Valence du département de la Drôme. En 2006, les communes du canton de Marsanne, dont Sauzet, sont rattachées à l'arrondissement de Nyons.
Après avoir été le chef-lieu de 1793 à 1801 d'un fugace canton, elle faisait partie depuis lors du canton de Marsanne. Dans le cadre du redécoupage cantonal de 2014 en France, cette circonscription administrative territoriale a disparu, et le canton n'est plus qu'une circonscription électorale.

#### Rattachements électoraux
Pour les élections départementales, la commune fait partie depuis 2014 du canton de Dieulefit.
Pour l'élection des députés, elle fait partie de la deuxième circonscription de la Drôme.

### Intercommunalité
Sauzet  était membre de la communauté de communes du pays de Marsanne, un établissement public de coopération intercommunale (EPCI) à fiscalité propre créé en 1992 et auquel la commune avait transféré un certain nombre de ses compétences, dans les conditions déterminées par le code général des collectivités territoriales.
Dans le cadre des dispositions de la loi portant nouvelle organisation territoriale de la République du 7 août 2015, qui prévoit que les établissements publics de coopération intercommunale (EPCI) à fiscalité propre doivent avoir un minimum de 15 000 habitants, cette intercommunalité a fusionné avec sa voisine pour former, le 1er janvier 2017, la communauté d'agglomération dénommée Montélimar-Agglomération, dont est désormais membre la commune.

### Liste des maires
| Période                                  | Période                       | Identité                | Étiquette | Qualité                                                             |
| ---------------------------------------- | ----------------------------- | ----------------------- | --------- | ------------------------------------------------------------------- |
| Les données manquantes sont à compléter. |                               |                         |           |                                                                     |
|                                          |                               |                         |           |                                                                     |
| 1794                                     | 1800                          | Pierre Bressac          |           |                                                                     |
| 1800                                     | 1805                          | Joseph Marbaud de Lisle |           |                                                                     |
| 1805                                     | 1816                          | Jean Louis Culty        |           |                                                                     |
| 1816                                     | 1822                          | Louis Vincent Orjeas    |           |                                                                     |
| 1822                                     | 1824                          | Pierre Roussin          |           |                                                                     |
| 1824                                     | 1829                          | M. Chabrier de La Baume |           |                                                                     |
| 1829                                     | 1836                          | Étienne Arnaud          |           |                                                                     |
| 1836                                     | 1836                          | Baptiste Culty          |           |                                                                     |
| 1836                                     | 1838                          | J.Jacques Beaux         |           |                                                                     |
| 1839                                     | 1840                          | Vincent Faure           |           |                                                                     |
| 1840                                     | 1843                          | Théodore Chabas         |           |                                                                     |
| 1843                                     | 1846                          | Benoit Bergeon          |           |                                                                     |
| 1846                                     | 1850                          | Gustave Michel Rousset  |           |                                                                     |
| 1850                                     | 1851                          | Hippolyte Gauthier      |           |                                                                     |
| 1851                                     | 1851                          | J.Baptiste Gauthier     |           |                                                                     |
| 1851                                     | 1852                          | Maurice Beaudoin        |           |                                                                     |
| 1851                                     | 1865                          | Victor Joseph Faugier   |           |                                                                     |
| 1865                                     | 1866                          | Camille Arnaud          |           |                                                                     |
| 1866                                     | 1868                          | Édouard Lager           |           |                                                                     |
| 1868                                     | 1871                          | Eugène Buis             |           |                                                                     |
| 1871                                     | 1874                          | Pierre Condamine mazade |           |                                                                     |
| 1874                                     | 1876                          | Victor Joseph Faugier   |           |                                                                     |
| 1876                                     | 1877                          | Hippolyte Gontard       |           |                                                                     |
| 1880                                     | 1884                          | J.Baptiste Roche        |           |                                                                     |
| 1888                                     | 1888                          | J.Louis Benoit          |           |                                                                     |
| 1888                                     | 1900                          | Alfred Boulon           |           |                                                                     |
| 1901                                     | 1904                          | Théophile Delhoste      |           |                                                                     |
| 1905                                     | 1912                          | Adhémar Mazet           |           |                                                                     |
| 1912                                     | 1944                          | Eugène Chatelan         |           |                                                                     |
| 1945                                     | 1947                          | Léon Bayle              |           |                                                                     |
| 1947                                     | 1956                          | Marcel Vignal           |           |                                                                     |
| 1956                                     | 1971                          | André Mazet             |           |                                                                     |
| 1971                                     | 1983                          | Marc Bonnard            |           |                                                                     |
| 1983                                     | 1989                          | Raymond Jouve           |           |                                                                     |
| 1989                                     | 2001                          | Guy Crespy              |           | Médecin                                                             |
| 2001                                     | 2014                          | Daniel Roche            | PS        |                                                                     |
| 2014                                     | mai 2020                      | Bernard Deville         | DVD       | Médecin                                                             |
| mai 2020                                 | En cours (au 16 février 2024) | Julien Duvoid           |           | Réélu en 2023 après la démission d'une partie du conseil municipal, |

### Instances de démocratie participative
La commune s'est dotée d'un conseil municipal des jeunes.

## Équipements et services publics
- Marché hebdomadaire du samedi matin.
- Le cinéma Le Trianon, qui a été la salle des fêtes de la commune, est démoli en mai 2024[30]

### Enseignement
Sauzet dépend de l'académie de Grenoble, et dispose d'une école maternelle (65 enfants) et d'une école primaire (103 enfants)[Quand ?].

### Postes et télécommunications
La commune dispose d'un bureau de poste.

### Santé
Plusieurs professionnels de santé sont installés à Sauzet : médecins généralistes, dentiste, kinésithérapeutes, infirmiers, pharmacie[Quand ?].

### Justice, sécurité, secours et défense
Un centre d'incendie et de secours des pompiers, doté d'une école de Jeunes sapeurs-pompiers,  assure la défense de la commune et de ses environs,

## Population et société

### Démographie
L'évolution du nombre d'habitants est connue à travers les recensements de la population effectués dans la commune depuis 1793. Pour les communes de moins de 10 000 habitants, une enquête de recensement portant sur toute la population est réalisée tous les cinq ans, les populations de référence des années intermédiaires étant quant à elles estimées par interpolation ou extrapolation. Pour la commune, le premier recensement exhaustif entrant dans le cadre du nouveau dispositif a été réalisé en 2004.

En 2022, la commune comptait 1 834 habitants, en évolution de −0,65 % par rapport à 2016 (Drôme : +2,64 %, France hors Mayotte : +2,11 %).
| 1793 | 1800 | 1806 | 1821  | 1831  | 1836  | 1841  | 1846  | 1851  |
| ---- | ---- | ---- | ----- | ----- | ----- | ----- | ----- | ----- |
| 778  | 846  | 950  | 1 177 | 1 337 | 1 408 | 1 505 | 1 621 | 1 570 |

| 1856  | 1861  | 1866  | 1872  | 1876  | 1881  | 1886  | 1891  | 1896  |
| ----- | ----- | ----- | ----- | ----- | ----- | ----- | ----- | ----- |
| 1 505 | 1 513 | 1 735 | 1 685 | 1 520 | 1 538 | 1 308 | 1 250 | 1 155 |

| 1901  | 1906  | 1911  | 1921 | 1926 | 1931 | 1936 | 1946 | 1954 |
| ----- | ----- | ----- | ---- | ---- | ---- | ---- | ---- | ---- |
| 1 116 | 1 131 | 1 054 | 938  | 886  | 848  | 878  | 832  | 837  |

| 1962 | 1968  | 1975  | 1982  | 1990  | 1999  | 2004  | 2006  | 2009  |
| ---- | ----- | ----- | ----- | ----- | ----- | ----- | ----- | ----- |
| 967  | 1 110 | 1 126 | 1 335 | 1 436 | 1 673 | 1 792 | 1 860 | 1 852 |

| 2014  | 2019  | 2022  | - | - | - | - | - | - |
| ----- | ----- | ----- | - | - | - | - | - | - |
| 1 872 | 1 823 | 1 834 | - | - | - | - | - | - |

### Enseignement
La commune relève de l'académie de Grenoble.

### Manifestations culturelles et festivités
- Fête patronale : trois jours avant le dernier dimanche de mai[réf. nécessaire].
- Fête : dimanche suivant le 7 septembre[18] ou (Saint-Lambert) : le troisième dimanche de septembre[réf. nécessaire].
- Foire à l'ail : le dernier dimanche de juillet, dont la 34e édition s'est tenue en juillet 2023[40]

### Sports  et loisirs
- football[réf. nécessaire],
- franc-balle : sport de ballon créé par l'amicale omnisports Sauzet-Valdaine[réf. nécessaire],
- judo[réf. nécessaire],
- tennis[réf. nécessaire].
- boulodrome[réf. nécessaire].
- chorale des Saules[41],
- deux compagnies théâtrales : Théâtre Inattendu[réf. nécessaire] et Valentine Compagnie[42].

### Médias
Le territoire de la commune se situe dans l'aire de diffusion de plusieurs médias :
- Presse écrite
  - Le Dauphiné libéré, quotidien régional qui consacre, chaque jour, y compris le dimanche, dans son édition de « Romans et Drôme des collines » un ou plusieurs articles à l'actualité du canton et de la commune, ainsi que des informations sur les éventuelles manifestations locales, les travaux routiers, et autres événements divers à caractère local.
  - L'Agriculture Drômoise, journal d'informations agricoles et rurales, couvre l'ensemble du département de la Drôme.
  - Drôme Hebdo (ancien Peuple Libre), hebdomadaire chrétien d'informations.
- Presse audio-visuelle
  - Ici Drôme Ardèche est une radio publique diffusée sur son territoire et sur la totalité du département.

### Cultes
La communauté catholique et l'église de la commune sont rattachées à la Paroisse Paroisse Sainte Anne sur Roubion et Jabron qui dépend du diocèse de Valence, doyenné de Cléon-d'Andran.

## Économie

### Agriculture
En 1992 : céréales, vergers, vignes, pâturages (ovins).
Autres productions : ail, oléagineux, légumes[réf. nécessaire].

### Commerce et artisanat
- une épicerie, une boucherie et une (ou deux) boulangerie-pâtisserie, pour la partie alimentaire ;
- plusieurs artisans spécialisés dans le bâtiment et travaux publics, et le jardinage ;
- une menuiserie-ébénisterie ;
- un garagiste ;
- un coiffeur

### Industrie
EG Moulding France SARL s'est installée à Sauzet en 1985. Elle est spécialisée dans les plastiques et matériaux composites. Cette société emploie une quarantaine de personnes[Quand ?].

### Tourisme
Au Portail Blanc, près des deux boulangeries, se trouve le point de départ d'un parcours historique dont on aperçoit les panneaux au hasard des vieilles rues.
La commune propose des chambres d'hôtes[réf. nécessaire].

## Culture locale et patrimoine

### Lieux et monuments
- Villa Sestier  Classé MH (2012, 2016)[47], vaste demeure de style régionaliste, décorée selon le style art nouveau, et bâtie de 1902 à 1906 par l'architecte Nicolas Vernon et dont le parc à l'anglaise a été conçu par le paysagiste Gabriel Luizet. Ils sont considérés comme plus important ensemble Art Nouveau au sud de Nancy et au nord de Barcelone[48],[49].

- Ruines du château (XIe siècle)[18].

Il se situe à l'intérieur de l'enceinte haute. Construit vers 985, il était en ruines au XVIIe siècle. Quelques éléments de décor s'accrochent encore aux vieux murs comme des chevrons peints en rouge et deux pierres d'évier du côté nord[réf. nécessaire].
- Vestiges d'enceinte. : portes fortifiées[18]. Il y a deux enceintes : chemin de ronde et tours. On trouve trois portes dans les fortifications, désormais percées d'autres ouvertures[réf. nécessaire].

La muraille est connue sous le nom de vingtain du nom de l'impôt qui servait à l'entretenir[réf. nécessaire].
- Font Julianne : maison forte avec tour circulaire du XIVe siècle et bâtiment du XVIe siècle[réf. nécessaire].
- Chapelle de pénitents (XVIe siècle)[18].
- Anciennes maisons fortes[18] :
  - Le Baltras : maison forte à tour d'angle circulaire du XVIIe siècle[réf. nécessaire].
  - Le Pavon : maison forte remaniée au XXe siècle[réf. nécessaire].
  - Le Monard : maison forte remaniée au XIXe siècle[réf. nécessaire].
- Le vieux village est en partie abandonné : vieilles rues[18].

C'est un dédale de ruelles débouchant sur la Courtine, une place située en haut de la colline, près de la demeure où a séjourné le dauphin, futur roi Louis XI. Alors qu'il rentrait à Sauzet après une partie chasse en forêt de Saou, il faillit se noyer en passant le Roubion à Charols[réf. nécessaire].
D'anciennes maximes sont gravées au bas des fenêtres : « DE.LEGIER.VOVLLOIR.LONGVE.REPENTANCE.1564 » (« A faible volonté, longue repentance. »)[réf. nécessaire].
Un parcours ludique interactif de découverte du patrimoine, « Baludik », est mis en place en 2024, qui se rajoute à un balisage plus traditionnel de 17 panneaux.

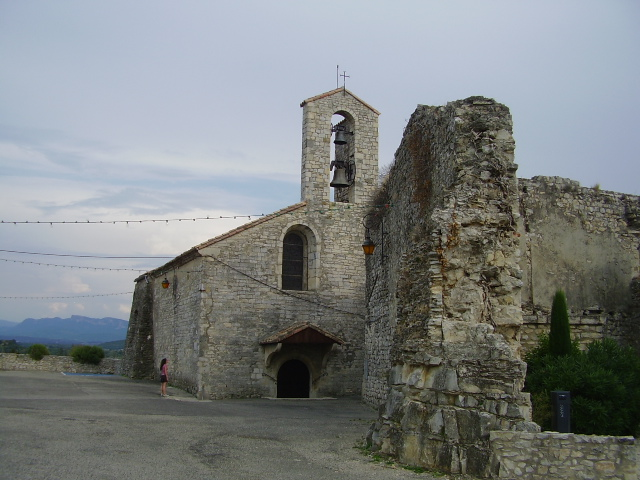
Église Saint-Lambert
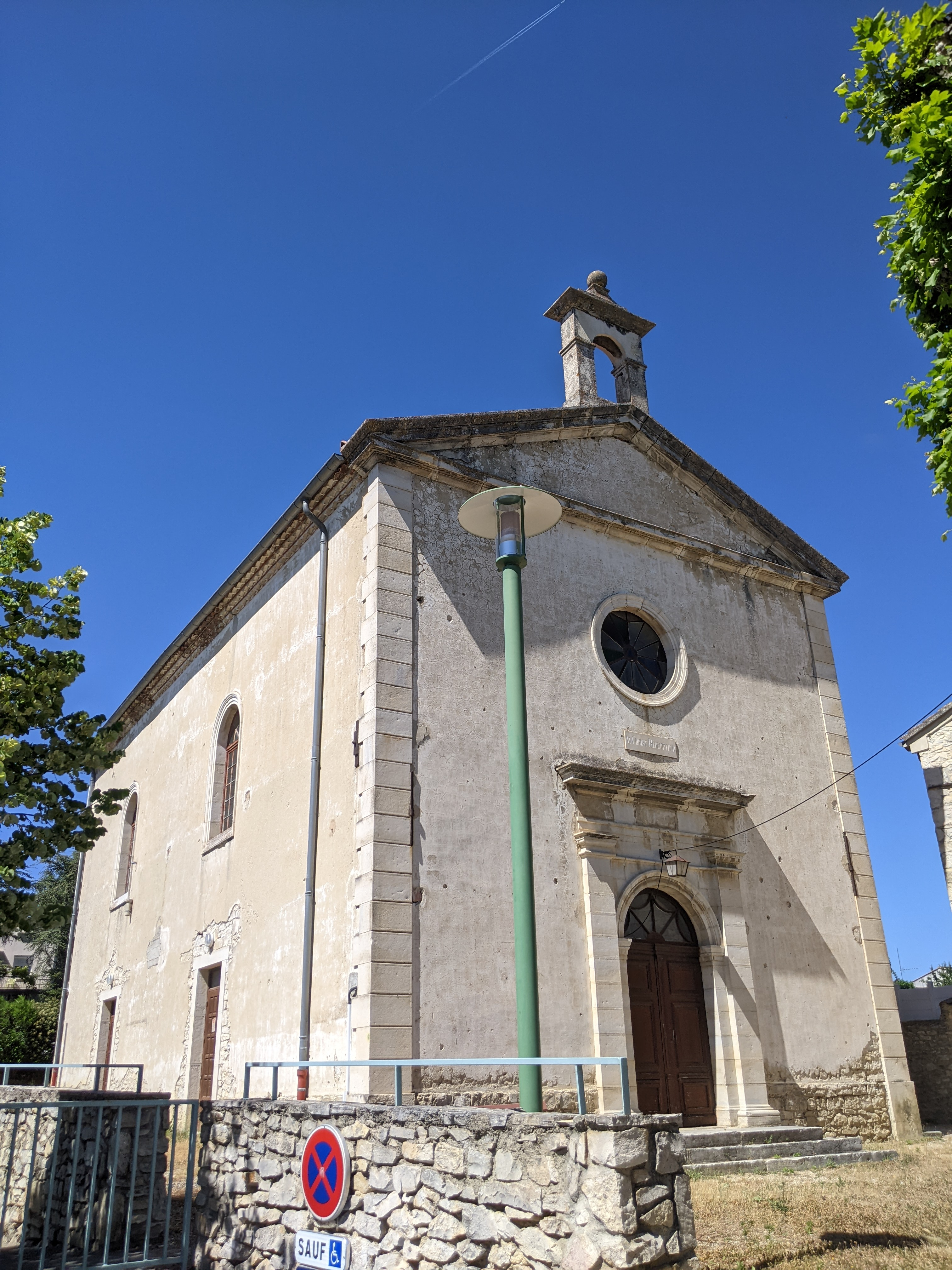
Temple
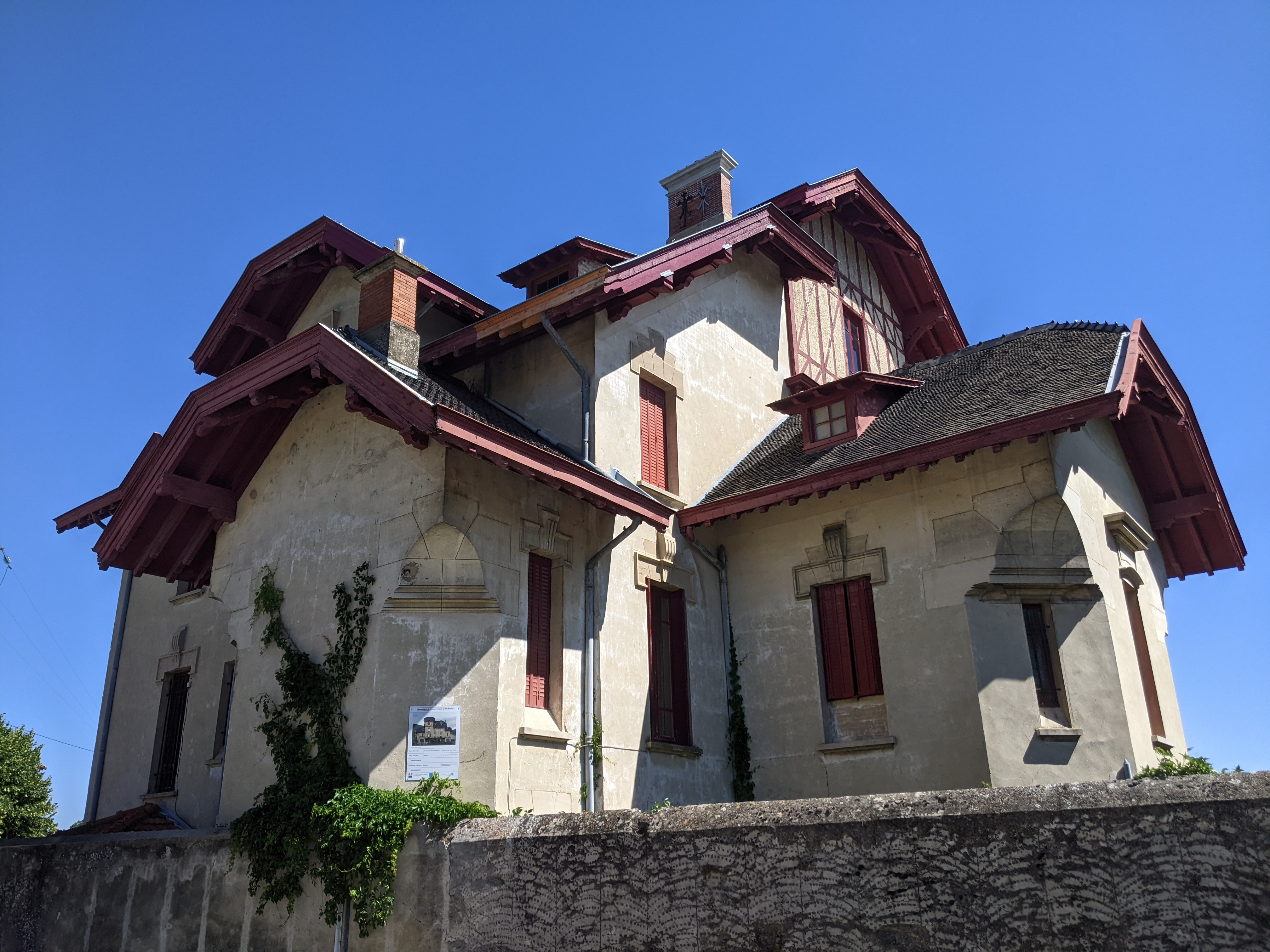
Villa Sestier
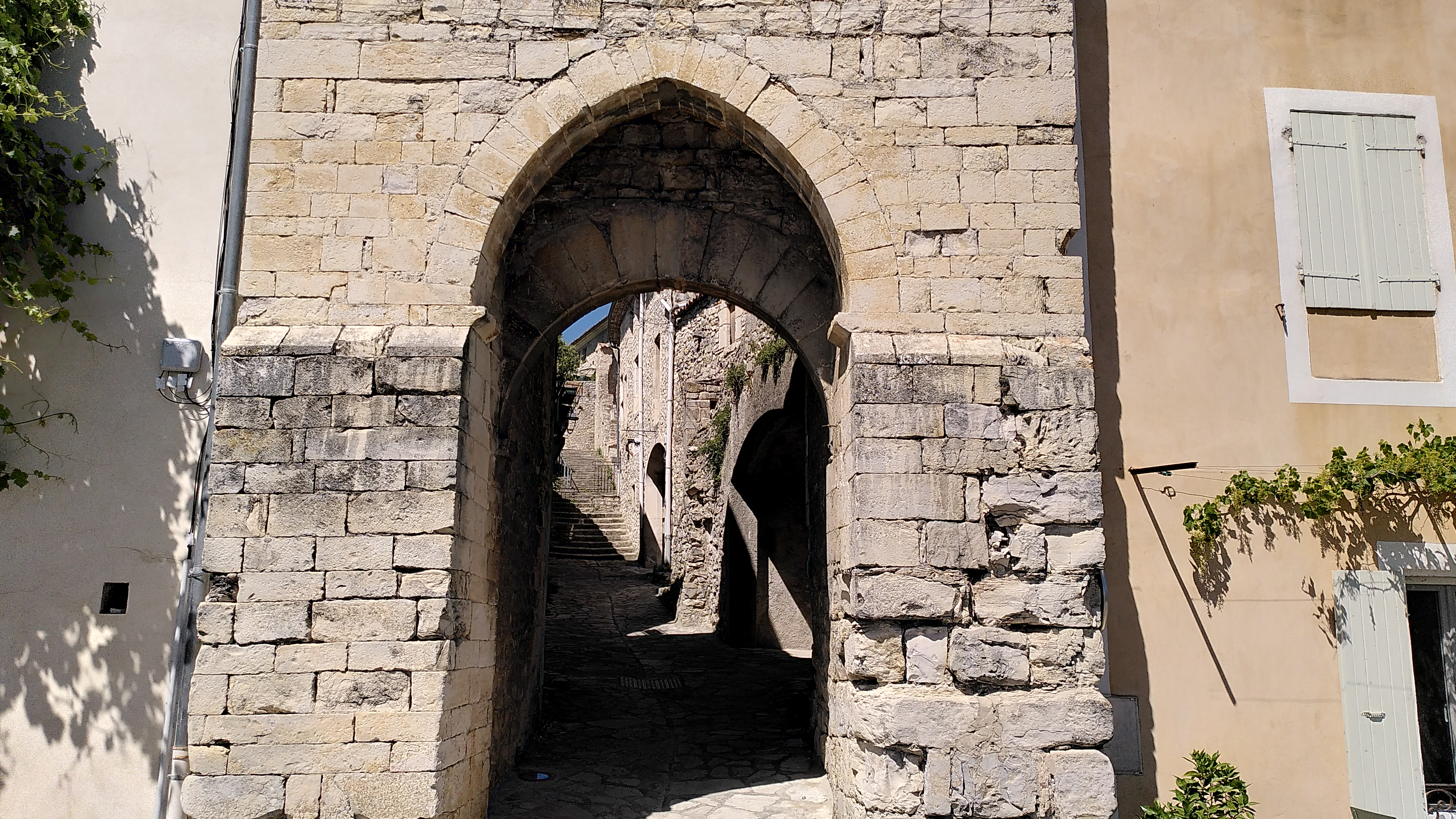
Porte voûtée dans le centre

### Personnalités liées à la commune
- Louis XI a séjourné à Sauzet[18].
- Eugène Ladreyt (1832-1898), dessinateur humoristique, sculpteur et céramiste français, y est né.
- Marius Sestier (1861-1928), né à Sauzet : pharmacien, pionnier du cinématographe, ayant travaillé pour Auguste Lumière à Lyon. Envoyé par la firme Lumière, il est allé en Inde et en Australie en 1896 et 1897 où il a tourné quelques-uns des premiers films du pays.

### Héraldique, logotype et devise
| Blason de Sauzet | Blason  | Inconnu.                                         |
| Blason de Sauzet | Détails | Le statut officiel du blason reste à déterminer. |

## Pour approfondir